# Latrunculia (Biannulata) kerwathi
Latrunculia (Biannulata) kerwathi is een gewone sponsensoort uit de familie van de Latrunculiidae. De wetenschappelijke naam van de soort is voor het eerst geldig gepubliceerd in 2012 door Samaai, Janson & Kelly.